# Plasa Călărași, județul Lăpușna
Plasa Călărași avea (la 1930) 47 localități:
1. Bahmut
2. Bucovăț
3. Buda
4. Căbăești
5. Călărași-Sat
6. Căpriana
7. Cârlani
8. Chirianca
9. Ciobanca
10. Condrița-Sat
11. Cornești-gara
12. Curluceni
13. Gălești
14. Ghelăuza
15. Hârjauca
16. Horodiștea
17. Huzun
18. Leordoaia
19. Lozova
20. Mândra
21. Micleușeni
22. Nișcani
23. Novaci
24. Oricova
25. Palanea
26. Parcani
27. Pănășești
28. Păulești
29. Pârjolteni
30. Peticeni
31. Pitușca
32. Răciula
33. Recea
34. Saca
35. Sadova
36. Scoreni
37. Seliștea-Nouă
38. Strășeni
39. Șipoteni
40. Tătărești
41. Temeleuți
42. Tuzora
43. Ursari
44. Vărzăreștii-Noui
45. Vălcineți
46. Vorniceni
47. Zubrești